# Li Shiu Tong
 (juillet 2025).
La mise en forme du texte ne suit pas les recommandations de Wikipédia : il faut le « wikifier ».
Les points d'amélioration suivants sont les cas les plus fréquents. Le détail des points à revoir est peut-être précisé sur la page de discussion.
- Les titres sont pré-formatés par le logiciel. Ils ne sont ni en capitales, ni en gras.
- Le texte ne doit pas être écrit en capitales (les noms de famille non plus), ni en gras, ni en italique, ni en « petit »…
- Le gras n'est utilisé que pour surligner le titre de l'article dans l'introduction, une seule fois.
- L'italique est rarement utilisé : mots en langue étrangère, titres d'œuvres, noms de bateaux, etc.
- Les citations ne sont pas en italique mais en corps de texte normal. Elles sont entourées par des guillemets français : « et ».
- Les listes à puces sont à éviter, des paragraphes rédigés étant largement préférés. Les tableaux sont à réserver à la présentation de données structurées (résultats, etc.).
- Les appels de note de bas de page (petits chiffres en exposant, introduits par l'outil «  Source ») sont à placer entre la fin de phrase et le point final[comme ça].
- Les liens internes (vers d'autres articles de Wikipédia) sont à choisir avec parcimonie. Créez des liens vers des articles approfondissant le sujet. Les termes génériques sans rapport avec le sujet sont à éviter, ainsi que les répétitions de liens vers un même terme.
- Les liens externes sont à placer uniquement dans une section « Liens externes », à la fin de l'article. Ces liens sont à choisir avec parcimonie suivant les règles définies. Si un lien sert de source à l'article, son insertion dans le texte est à faire par les notes de bas de page.
- La présentation des références doit suivre les conventions bibliographiques. Il est recommandé d'utiliser les modèles {{Ouvrage}}, {{Chapitre}}, {{Article}}, {{Lien web}} et/ou {{Bibliographie}}. Le mode d'édition visuel peut mettre en forme automatiquement les références.
- Insérer une infobox (cadre d'informations à droite) n'est pas obligatoire pour parachever la mise en page.

Pour une aide détaillée, merci de consulter Aide:Wikification.
Si vous pensez que ces points ont été résolus, vous pouvez retirer ce bandeau et améliorer la mise en forme d'un autre article.
 (juillet 2025).
Si vous disposez d'ouvrages ou d'articles de référence ou si vous connaissez des sites web de qualité traitant du thème abordé ici, merci de compléter l'article en donnant les références utiles à sa vérifiabilité et en les liant à la section « Notes et références ».
Li Shiu Tong (en chinois : 李兆堂, 9 janvier 1907 – 5 octobre 1993) était un étudiant en médecine originaire de Hong Kong, sexologue et militant LGBTQ+ au début du XXe siècle, connu comme le compagnon du sexologue allemand Magnus Hirschfeld,,.

## Naissance et Jeunesse
Li Shiu Tong est né à Hong Kong (colonie britannique), fils de Li Wing Kwong, un riche banquier local et propriétaire foncier chinois.
En 1924, il intègre la St. John's University (Shanghai) pour y étudier la médecine, mais abandonne ses études en 1931 afin de se consacrer à l’étude de la sexologie auprès de Magnus Hirschfeld, qui fut à la fois son professeur, son mentor, et, selon toute vraisemblance, son amant.

## Débuts professionnels et tour du monde
Li rencontra Hirschfeld en 1931 lors d'une conférence publique destinée à des féministes chinoises, organisée dans les China United Apartments. Li se souviendra plus tard que « ses conférences [portaient] sur les variations sexuelles humaines, en particulier sur l'homosexualité, un sujet encore méconnu et controversé. »
Après la conférence, Li aborda Hirschfeld. Ce dernier racontera plus tard : « [Li] s'est offert à moi, après ma première conférence à Shanghai, comme un "compagnon" et un "protecteur", pour prendre soin de moi et m'aider où que je souhaite voyager en Chine, notamment en m'accompagnant comme interprète chinois. »
Son père donna son accord pour que Li accompagne Hirschfeld, espérant même que son fils devienne « le Hirschfeld de la Chine ».[réf. souhaitée]
Hirschfeld le surnomma « Tao Li » (aussi orthographié Taoli (chinois : 桃李, littéralement "pêches et pruniers") ; un surnom qui signifie également "élève exemplaire" et fait référence à la symbolique des pêches dans la culture chinoise, souvent associée à l’homosexualité. Ce nom sera ensuite utilisé par leur entourage,.
Li finit par traduire pour Hirschfeld lors d’un entretien avec le ministre de la Santé du Kuomintang, au sujet de la prostitution, de la contraception et de l’homosexualité[réf. nécessaire].
Peu de temps après, Li quitta ses études de médecine à l’âge de 24 ans pour se consacrer à une carrière aux côtés de Hirschfeld, espérant ainsi pouvoir finir par étudier dans une université européenne. Li semble être peu représenté dans les récits concernant la sexologie et le tour du monde auquel lui et Hirschfeld participèrent. Ses opinions politiques n’ont jamais été explicitement exprimées ; toutefois, plusieurs références aux avis des « étudiants chinois » sur l’impérialisme font probablement allusion à Li, puisqu’il n’y eut que peu de rencontres avec d’autres étudiants chinois.
De nombreux cas de racisme envers Li eurent lieu tout au long de son tour du monde. Par exemple, il ne fut pas autorisé à quitter le navire pour entrer à Manille, alors occupée par les Américains, avant d’obtenir une autorisation spéciale en vertu de la loi sur l'immigration de 1924 et de la loi d'exclusion des Chinois de 1882.
Lui et Hirschfeld finirent par revenir en Europe le 17 mars 1932 à Athènes. Le plan initial était de retourner à Berlin afin que Li puisse terminer ses études de médecine et travailler à l'Institut de sexologie de Hirschfeld, mais cela fut contrecarré par la montée en puissance du parti nazi en Allemagne. C'est là qu'ils rencontrèrent un autre amant de Hirschfeld, Karl Giese. Selon Giese, ils s’entendaient bien, décrivant Li comme « très sympathique et convivial avec [lui] », mais un proche[réf. nécessaire] de Hirschfeld déclara : « Il vit maintenant avec deux flammes (Tao et Karl). Et le meilleur, c’est que les deux sont tellement jaloux du vieux schnock. Si ce n’est pas le vrai amour, alors quoi ? »
Li et Hirschfeld passèrent de nombreuses années en exil, Li agissant comme secrétaire de Hirschfeld. Ils passèrent également quelques années séparés, Li étudiant la médecine à l’Université de Vienne tandis que Hirschfeld vivait en Suisse, pays neutre. Pendant cet exil, Li soumit un article à la Ligue mondiale pour la réforme sexuelle lors d’un congrès à Brno, en Tchécoslovaquie, article signé de leurs deux noms. Ce document fut l’un des premiers à traiter en profondeur des personnes intersexuées ainsi que de l’idée que l’homosexualité n’était pas une maladie, mais plutôt une variation naturelle de l’être humain, influencée par la disposition et l’environnement. Avant la mort de Hirschfeld, Li étudia à l’Université de Zurich. Robert Hichens écrivit un roman sur la vie de Hirschfeld et Li en France durant les dernières années du premier, intitulé That Which is Hidden That Which is Hidden (« Ce qui est caché »), publié en 1939.

## Vie après Hirschfeld
Dans son testament, Hirschfeld désigna Li et Giese comme principaux héritiers, précisant qu’il léguerait à Li une partie de son héritage pour qu’il puisse poursuivre son œuvre. D’après Giese, « Tao est plutôt paniqué… Au-delà de la douleur personnelle, les responsabilités que Papa lui a un peu imposées sont lourdes, surtout pour quelqu’un d’aussi jeune… C’est un héritage aussi honorable qu’obligatoire, à tel point que Tao ne sait même pas s’il doit l’accepter. »
Finalement, Li accepta cette mission à 28 ans, sans diplôme de médecine, sans publication à son nom seul, et sans le soutien de l’Institut de sexologie, désormais détruit. Mais il ne parvint pas à mener cette tâche à bien. Après la mort de Hirschfeld, il entra dans une période de « dérive » : utilisant l’argent de sa famille, il voyagea à travers l’Europe et l’Amérique du Nord, étudiant dans plusieurs universités (y compris Harvard), sans pour autant finir un cursus ou passer d’examens.
En 1960, il retourna à Hong Kong, puis s’installa finalement au Canada en 1974 pour la dernière phase de sa vie. Tout au long de ses voyages, il conserva précieusement les objets personnels de Hirschfeld qu’il avait hérités,.

## Sexologie
Dans les années 1980, Li commença à écrire un manuscrit sur une nouvelle théorie de la sexologie, mais il semble que le texte soit resté inachevé, avec seulement 16 pages. Certaines parties manquent même, probablement jetées à la poubelle et qui se retrouveraient aujourd’hui dans une décharge à Vancouver. Ce manuscrit inclut ce qui semble être son premier livre, intitulé The Institute of S. Science in Berlin/Long introduction/Story (mixed with science) the whole book. Ce livre mêle à la fois des recherches sexologiques et un thriller psychologique racontant sa fuite d’Allemagne, en partie inspirée de sa propre expérience avec Hirschfeld. L’ouvrage décrit comment Li échappait aux autorités allemandes, qui cherchaient à mettre la main sur des dossiers concernant le comportement sexuel de patients étrangers pour pouvoir faire du chantage sur des responsables étrangers. Li y raconte aussi ses nombreuses aventures après la mort de Hirschfeld. Curieusement, il n'y parle jamais de sa relation amoureuse avec Hirschfeld. Li y écrit beaucoup sur sa vision du genre, qu’il voit non pas comme une chose absolue, mais plutôt comme un continuum. Il défend aussi l’idée que les minorités sexuelles sont naturelles. Par contre, il se distingue par quelques idées originales, notamment : 
- « Un homosexuel ne naît pas, il se construit » ;
- L’homosexualité serait une défense naturelle de la nature contre la surpopulation[réf. nécessaire].

Il affirme aussi qu’il existe beaucoup de personnes transgenres, qu’il qualifie de « l’humanité la plus intéressante », une humanité sexuelle complexe. Il rappelle que Hirschfeld est la meilleure autorité sur ce sujet, et que les comportements des transvestis aident à comprendre ceux des homosexuels, bisexuels et même hétérosexuels. Enfin, il avance que la queerness (la diversité sexuelle et de genre) est beaucoup plus courante qu’on ne le croit, en estimant que :
- 40 % des humains sont bisexuels,
- 30 % hétérosexuels,
- 20 % homosexuels,
- 10 % autres.[réf. nécessaire]

Sa principale différence avec Hirschfeld réside dans le fait que Li considérait que la queerness pouvait être partiellement influencée par des facteurs environnementaux, tandis que Hirschfeld la conceptualisait exclusivement comme une caractéristique biologique, résultant d’une adaptation naturelle à la surpopulation.

## Mort et héritage
Li Shiu Tong est décédé le 5 octobre 1993 à l'hôpital St. Paul de Vancouver, au Canada à l'âge de 86 ans. Le frère cadet de Li s’est occupé de ses affaires après son décès, et de nombreux manuscrits ainsi que des effets personnels se sont retrouvés dans une poubelle proche de son appartement. Un voisin[réf. nécessaire] a récupéré "un ancien passeport allemand datant des années 1930, des photographies en noir et blanc, des papiers, un petit journal manuscrit à l’écriture brouillonne, quelques lettres, ainsi que plusieurs exemplaires d’un magazine français intitulé Voilà, ainsi que le masque mortuaire de Hirschfeld".
Huit ans plus tard, Ralf Dose, auteur de Magnus Hirschfeld : Les origines du mouvement de libération gay, découvrit une annonce concernant ces objets et les livres de Li et réussit à les récupérer auprès de son frère. Ce dernier affirma avoir conservé les livres parce que Li avait risqué sa vie pour les sauver du régime nazi en Allemagne.
La majeure partie du manuscrit aurait toutefois été jetée et se trouverait aujourd’hui dans la décharge de Delta landfill.